# Рутеноцен
Рутеноцен — металлоорганическое
сэндвичевое соединение рутения
с формулой Ru(C5H5)2,
светло-жёлтые кристаллы,
устойчив на воздухе.

## Получение
- Реакция циклопентадиенида натрия и трихлорида рутения в кипящем тетрагидрофуране.

{\displaystyle {\mathsf {3NaC_{5}H_{5}+RuCl_{3}\ {\xrightarrow {66^{o}C}}\ Ru(C_{5}H_{5})_{2}+3NaCl+[C_{5}H_{5}\cdot ]}}}

## Физические свойства
Рутеноцен образует устойчивые на воздухе светло-жёлтые кристаллы
ромбической сингонии,
пространственная группа P nma,
параметры ячейки a = 0,713 нм, b = 0,899 нм, c = 1,281 нм, Z = 4
.
Легко очищается возгонкой в вакууме.